# Geschützter Landschaftsbestandteil Waldrand unter’m Hainberg
Der Geschützte Landschaftsbestandteil Waldrand unter’m Hainberg mit 0,45 ha Flächengröße liegt nordwestlich von Berge im Stadtgebiet von Meschede im Hochsauerlandkreis. Das Gebiet wurde 1994 mit dem Landschaftsplan Meschede durch den Kreistag des Hochsauerlandkreises als Geschützter Landschaftsbestandteil (LB) ausgewiesen. Er trug ab 1994 den Namen LB Gebüsche / Einzelbäume. 2020 wurde die LB-Fläche mit neuem Namen erneut ausgewiesen. Südlich grenzt das Landschaftsschutzgebiet Hobecke und nördlich das Landschaftsschutzgebiet Meschede an.

## Beschreibung
Beim LB handelt es sich um Hecken und eine Reihe von großen Laubbäumen am bewaldeten Hainberg-Oberhang. Nördlich grenzen Fichtenwald und südlich Grünland an. 
Der Landschaftsplan führt zum Wert des LB an: „Da der Wald hier durchweg aus Fichten-Reinbeständen unterschiedlichen Alters besteht, kommt dieser Übergangszone eine erhebliche Bedeutung sowohl im Landschaftsbild als auch im Sinne eines strukturreichen Vernetzungsbiotops zu. Dieses lineare Landschaftselement geht unmittelbar auf die frühere Haupt-Wegeverbindung zwischen Niederberge und den Höhen von Hardt und Hainberg zurück, die ihre Bedeutung durch neue Erschließungsmaßnahmen in den 1970er Jahren verloren hat. Insofern stellt der LB auch ein lokal landschaftsgeschichtlich interessantes Objekt dar.“

## Schutzgrund, Verbote und Gebote
Der Geschützte Landschaftsbestandteil Waldrand unter’m Hainberg hat eine besondere Funktion für die Gliederung und Belebung des Landschaftsbildes bzw. des umgebenden Offenlandes. Laut Landschaftsplan kommt solchen Objekten in der Regel eine erhöhte Bedeutung als Bruthabitat für Hecken- und Gebüschbrüter zu. Wie alle LB im Landschaftsplangebiet ist dieses LB durch seinen eigenständigen Charakter deutlich von der sie umgebenden „normalen“ Wald- und Feld-Landschaft zu unterscheiden.
Wie bei allen LB ist es verboten diese zu beschädigen, auszureißen, auszugraben oder Teile davon abzutrennen oder auf andere Weise in seinem Wachstum oder Erscheinungsbild zu beeinträchtigen. Unberührt ist jedoch die ordnungsgemäße Pflege eines LB.
Das LB soll laut Landschaftsplan „durch geeignete Pflegemaßnahmen erhalten werden, solange der dafür erforderliche Aufwand in Abwägung mit ihrer jeweiligen Bedeutung für Natur und Landschaft gerechtfertigt ist.“